# Austrobaileyales
Austrobaileyales, maleni biljni red cvjetnica u razredu dvosupnica kojemu pripadaju 3 porodice Austrobaileyaceae, Schisandraceae i Trimeniaceae, a ime mu dolazi po malenom rodu lijana, Austrobaileya, čiji je jedini predstavnik Austrobaileya scandens iz  (Queenslanda). Jedini je u nadredu  Austrobaileyanae.
Vrste se javljaju kao grmlje, drveće i lijane. Porodicu Austrobaileyaceae čine samo lijane s jedinom vrstom Austrobaileya scandens i raste jedino na sjeveroistoku Australije. Porodica Schisandraceae s rodovima Illicium, Kadsura i Schisandra rastu na jugoistoku Azije, južnom Meksiku, jugoistoku SAD-a i Karibima. Posljednja porodica Trimeniaceae prisutna je u Oceaniji i istočnoj priobalnoj Australiji. Čini je samo jedan rod, Trimenia, s 11 vrsta.

## Porodice
1. Austrobaileyaceae (Croizat) Croizat
2. Schisandraceae Blume
3. Trimeniaceae (Perkins & Gilg) Gibbs

## Galerija
- Trimenia weinmanniifolia
- Schisandra repanda
- Schisandra chinensis
- Illicium simonii
- Illicium henryi
- Kadsura japonica
- Kadsura japonica